# Lophaxius investigatoris
Lophaxius investigatoris is een tienpotigensoort uit de familie van de Axiidae. De wetenschappelijke naam van de soort is voor het eerst geldig gepubliceerd in 1896 door Anderson.